# 리룡하
리룡하(李龍河, 1947년?~2013년 11월 27일)는 조선민주주의인민공화국의 정치인이다.

## 생애
함경북도에서 태어난 그는 2003년에 황해북도 당위원회 비서를 지냈으며, 2009년에는 조선로동당 중앙행정부 부부장 및 최고인민회의 대의원을 맡았다.
2013년에 장성택이 숙청되면서 장성택의 측근이던 그도 같이 처형되었다.